# The Completely Made-Up Adventures of Dick Turpin
The Completely Made-Up Adventures of Dick Turpin är en brittisk komediserie. Första säsongen som består av fem avsnitt har en planerad premiär den 1 mars 2024 på Apple TV+.

## Handling
Serien kretsar kring den kända och charmerande rånaren Dick Turpin.

## Rollista (i urval)
- Noel Fielding - Dick Turpin
- Hugh Bonneville - Jonathan Wild
- Asim Chaudhry - Craig the Warlock
- Tamsin Greig - Helen Gwinear
- Mark Heap - John Turpin
- Ellie White - Nell Brazier
- Joe Wilkinson - Geoffrey the Gaoler
- Marc Wootton - Moose Pleck
- Michael Fielding - Benny Turpin
- Geoffrey McGivern - Lord Rookwood
- Dolly Wells - Eliza Bean
- Laura Checkley - Sandra
- Greg Davies - Leslie Duvall
- Jessica Hynes - The Reddlehag
- Paul Kaye - Ratclyff
- Guz Khan - Gow
- Diane Morgan - Maureen
- Connor Swindells - Tommy Silversides
- David Threlfall - Tom King